# چرخ‌ریسک آبی گلوسیاه
چرخ‌ریسک آبی گلوسیاه (نام علمی: Dendroica caerulescens) نام یک گونه از سرده شاپرک‌خوارها از تیرهٔ چرخ‌ریسکیان است که زیستگاهش جنگل‌های برگریز و جنگل‌های مخروطی شمال شرق آمریکاست. چرخ‌ریسک آبی گلوسیاه در ایام سرد سال به آمریکای مرکزی و کارائیب کوچ می‌کند.